# Catenae di Io
Segue una lista delle catenae presenti sulla superficie di Io. La nomenclatura di Io è regolata dall'Unione Astronomica Internazionale; la lista contiene solo formazioni esogeologiche ufficialmente riconosciute da tale istituzione. Tutte le valles sono state ridefinite come paterae.
Le catenae di Io portano i nomi di divinità legate al Sole.

## Prospetto della nomenclatura abolita
| Catena          | Eponimo | Latitudine | Longitudine | Diametro  | Motivazione                  |
| --------------- | --- | ---------- | ----------- | --------- | ---------------------------- |
| Mazda Catena    | Ahura Mazdā - Dio del sole della mitologia babilonese, poi ripreso come divinità unica dello Zoroastrismo. | 8,81° S    | 313,28° W   | 240,78 km | Riclassificata come paterae. |
| Reshet Catena   | Reshet - Dio del sole della mitologia aramaica.                                                            | 0,53° N    | 305,48° W   | 148,34 km | Riclassificata come patera.  |
| Tvashtar Catena | Tvaṣṭṛ - Dio del sole della religione vedica.                                                              | 62,76° N   | 123,53° W   | 306,19 km | Riclassificata come paterae. |